# والیبال قهرمانی باشگاه‌های مردان جهان ۲۰۱۵
والیبال قهرمانی باشگاه‌های جهان ۲۰۱۵ ۱۱امین دوره والیبال قهرمانی باشگاه‌های جهان بود که از ۵ تا ۹ ابان(۲۷-۳۱ اکتبر) به میزبانی بتیم برزیل برگزار خواهد شد.

## مقدماتی
| تیم               | مسابقات                                 |
| ----------------- | --------------------------------------- |
| ساداکروزیرو       | میزبان                                  |
| الاهلی            | قهرمانی والیبال افریقا ۲۰۱۵             |
| پیکان             | قهرمانی والیبال آسیا ۲۰۱۵               |
| زنیت کازان        | قهرمانی والیبال اروپا ۲۰۱۵              |
| کاپیتانس دآرسیبوی | قهرمانی والیبال شمال و مرکز آمریکا ۲۰۱۵ |
| یو پی سی ان       | قهرمانی والیبال جنوب آمریکا ۲۰۱۵        |

## سطح بندی
| سطح A             | سطح B       |
| ----------------- | ----------- |
| ساداکروزیرو       | یو پی سی ان |
| زنیت کازان        | پیکان       |
| کاپیتانس دآرسیبوی | الاهلی      |

## سالن
- ورزشگاه چند منظوره براگا, بتیم, برزیل

## گروه بندی
1. تعداد بازی‌های برده
2. امتیاز
3. نسبت ست‌های برده به باخته
4. نسبت امتیاز کسب شده به از دست‌داده
5. نتیجه آخرین مسابقه میان تیم‌های هم امتیاز

- اگر بازی با نتیجهٔ ۳ بر ۰ یا ۳ بر ۱ به پایان برسد، تیم برنده ۳ امتیاز بازی را کسب می‌نماید و تیم بازنده هیچ امتیازی نمی‌گیرد.
- اگر بازی با نتیجهٔ ۳ بر ۲ به پایان برسد، تیم برنده ۲ امتیاز و تیم بازنده ۱ امتیاز کسب می‌نمایند.
- کلیه مسابقات به وقت محلی است(2:00-).

|  | صعود به مرحله نیمه نهایی |

### گروه A
|      |                   | بازی | بازی | امتیاز | ست  | ست   | ست    | امتیاز | امتیاز | امتیاز |
| رتبه | تیم               | برد  | باخت | امتیاز | برد | باخت | نسبت  | برد    | باخت   | نسبت   |
| ---- | ----------------- | ---- | ---- | ------ | --- | ---- | ----- | ------ | ------ | ------ |
| ۱    | زنیت کازان        | ۲    | ۰    | ۶      | ۶   | ۱    | ۶٫۰۰۰ | ۱۶۹    | ۱۳۸    | ۱٫۲۲۵  |
| ۱    | ساداکروزیرو       | ۱    | ۱    | ۳      | ۴   | ۳    | ۱٫۳۳۳ | ۱۵۸    | ۱۴۵    | ۱٫۰۹۰  |
| ۱    | کاپیتانس دآرسیبوی | ۰    | ۲    | ۰      | ۰   | ۶    | ۰٫۰۰۰ | ۱۰۶    | ۱۵۰    | ۰٫۷۰۷  |

| تاریخ  | ساعت  |             | امتیاز |                   | ست ۱  | ست ۲  | ست ۳  | ست ۴  | ست ۵ | مجموع | گزارش |
| ------ | ----- | ----------- | ------ | ----------------- | ----- | ----- | ----- | ----- | ---- | ----- | ----- |
| ۵ آبان | ۲۰:۱۰ | ساداکروزیرو | ۳–۰    | کاپیتانس دآرسیبوی | ۲۵–۱۳ | ۲۵–۱۸ | ۲۵–۲۰ |       |      | ۷۵–۵۱ |       |
| ۶ آبان | ۲۰:۱۰ | ساداکروزیرو | ۱–۳    | زنیت کازان        | ۲۰–۲۵ | ۲۵–۱۸ | ۱۹–۲۵ | ۲۵−۲۰ |      | ۸۳–۹۴ |       |
| ۷ آبان | ۱۷:۱۰ | زنیت کازان  | ۳–۰    | کاپیتانس دآرسیبوی | ۲۵–۱۹ | ۲۵–۲۰ | ۲۵–۱۶ |       |      | ۷۵–۵۵ |       |

### گروه B
|      |             | بازی | بازی | امتیاز | ست  | ست   | ست     | امتیاز | امتیاز | امتیاز |
| رتبه | تیم         | برد  | باخت | امتیاز | برد | باخت | نسبت   | برد    | باخت   | نسبت   |
| ---- | ----------- | ---- | ---- | ------ | --- | ---- | ------ | ------ | ------ | ------ |
| ۱    | پیکان       | ۲    | ۰    | ۶      | ۶   | ۰    | بیشینه | ۱۵۰    | ۱۲۰    | ۱٫۲۵۰  |
| ۱    | یو پی سی ان | ۱    | ۱    | ۳      | ۳   | ۳    | ۱٫۰۰۰  | ۱۴۱    | ۱۳۵    | ۱٫۰۴۴  |
| ۱    | الاهلی      | ۰    | ۲    | ۰      | ۰   | ۶    | ۰٫۰۰۰  | ۱۱۴    | ۱۵۰    | ۰٫۷۶۰  |

| تاریخ  | ساعت  |             | امتیاز |        | ست ۱  | ست ۲  | ست ۳  | ست ۴ | ست ۵ | مجموع | گزارش |
| ------ | ----- | ----------- | ------ | ------ | ----- | ----- | ----- | ---- | ---- | ----- | ----- |
| ۵ آبان | ۱۷:۱۰ | پیکان       | ۳–۰    | الاهلی | ۲۵–۱۹ | ۲۵–۲۰ | ۲۵–۱۵ |      |      | ۷۵–۵۴ |       |
| ۶ آبان | ۱۷:۱۰ | یو پی سی ان | ۳–۰    | الاهلی | ۲۵–۲۳ | ۲۵–۱۶ | ۲۵–۲۱ |      |      | ۷۵–۶۰ |       |
| ۷ آّبان | ۲۰:۱۰ | یو پی سی ان | ۰–۳    | پیکان  | ۲۲–۲۵ | ۲۲–۲۵ | ۲۲–۲۵ |      |      | ۶۶–۷۵ |       |

## مرحله دوم
- کلیه مسابقات به وقت محلی است(2:00-).

|  | نیمه نهایی  | نیمه نهایی |   |        | فینال       | فینال |  |
|  |             |            |   |        |             |       |  |
|  | ۸ آبان      |            |   |        |             |       |  |
|  | پیکان       | 0          |   |        |             |       |  |
|  | ساداکروزیرو | 3          |   |        |             |       |  |
|  |             |            |   |        |             |       |  |
|  |             |            |   |        | ۹ آّبان      |       |  |
|  |             |            |   |        | ساداکروزیرو | 3     |  |
|  |             | زنیت کازان | 1 |        |             |       |  |
|  |             |            |   |        |             |       |  |
|  |             |            |   |        |             |       |  |
|  |             |            |   |        | رده بندی    |       |  |
|  | ۸ آبان      | ۸ آبان     |   | ۹ آبان | ۹ آبان      |       |  |
|  | زنیت کازان  | 3          |   | پیکان  | 2           |       |  |
|  | یو پی سی ان | 0          |   |        | یو پی سی ان | 3     |  |

### نیمه نهایی
| تاریخ  | ساعت  |            | امتیاز |             | ست ۱ | ست ۲ | ست ۳ | ست ۴ | ست ۵ | مجموع | گزارش |
| ------ | ----- | ---------- | ------ | ----------- | ---- | ---- | ---- | ---- | ---- | ----- | ----- |
| ۸ آّبان | ۱۷:۴۰ | زنیت کازان | ۳–۰    | یو پی سی ان | –    | –    | –    |      |      | –     |       |
| ۸ آبان | ۲۰:۴۰ | پیکان      | ۰–۳    | ساداکروزیرو | –    | –    | –    |      |      | –     |       |

### رده بندی
| تاریخ  | ساعت  |       | امتیاز |             | ست ۱ | ست ۲ | ست ۳ | ست ۴ | ست ۵ | مجموع | گزارش |
| ------ | ----- | ----- | ------ | ----------- | ---- | ---- | ---- | ---- | ---- | ----- | ----- |
| ۹ آّبان | ۱۱:۴۰ | پیکان | ۲–۳    | یو پی سی ان | –    | –    | –    |      |      | –     |       |

### فینال
| تاریخ  | ساعت  |             | امتیاز |            | ست ۱ | ست ۲ | ست ۳ | ست ۴ | ست ۵ | مجموع | گزارش |
| ------ | ----- | ----------- | ------ | ---------- | ---- | ---- | ---- | ---- | ---- | ----- | ----- |
| ۹ آبان | ۱۴:۱۰ | ساداکروزیرو | ۳–۱    | زنیت کازان | –    | –    | –    |      |      | –     |       |

## رده بندی نهایی
| \| رده \| تیم \| \| --- \| ----------------- \| \| 1 \| \| \| 2 \| \| \| 3 \| \| \| ۴ \| \| \| ۵ \| الاهلی \| \| ۵ \| کاپیتانس دآرسیبوی \| |                   |
| رده | تیم               |
| 1 |                   |
| 2 |                   |
| 3 |                   |
| ۴ |                   |
| ۵ | الاهلی            |
| ۵ | کاپیتانس دآرسیبوی |

## آمار
| - با ارزش‌ترین بازیکن - بهترین پاسور - بهترین دریافت کننده | - بهترین مدافع روی تور - بهترین پشت خط زن - بهترین لیبرو |